# Tequila Sunrise (Lied)
Tequila Sunrise ist ein Lied der US-amerikanischen Hip-Hop-Gruppe Cypress Hill, das sie zusammen mit dem Rapper Barron Ricks, der hier unter dem Pseudonym B Smooth auftritt, aufnahm. Der Song ist die zweite Singleauskopplung ihres vierten Studioalbums IV und wurde am 14. September 1998 veröffentlicht.

## Inhalt
| Liedteil   | Künstler                                          |
| Intro      | B-Real und Sen Dog                                |
| 1. Strophe | B Smooth (Albumversion) / Sen Dog (Singleversion) |
| Refrain    | B-Real                                            |
| 2. Strophe | B-Real                                            |
| 3. Strophe | B-Real                                            |

Tequila Sunrise ist inhaltlich dem Gangsta-Rap zuzuordnen und handelt davon, durch kriminelle Geschäfte von Drogenkartellen schnell Geld und Reichtum zu erlangen. Dabei spielt es auf den gleichnamigen Film von 1988 an. B-Real, Barron Ricks und Sen Dog rappen jeweils aus der Perspektive des lyrischen Ichs als Gangmitglieder, deren Leben durch Waffen, Gewalt und gefährliche Geschäfte geprägt sind. So würden Verrat und Schwäche schnell mit dem Tod bestraft, weshalb dieser immer im Hinterkopf sei. Auch wird die Konkurrenz durch andere Banden, die den eigenen Wohlstand und das Leben gefährden, hervorgehoben. Der Text enthält zudem Kraftausdrücke, wie „Nigga“ oder „Motherfucker“.

“Tequila Sunrise, bloodshot eyes

Realize we’re all born to die

So get the money nigga!”

## Produktion
Das Lied wurde von dem Cypress-Hill-Mitglied und Musikproduzenten DJ Muggs produziert, der neben B-Real, Sen Dog und Barron Ricks auch als Autor fungierte.

## Musikvideo
Bei dem zu Tequila Sunrise gedrehten Musikvideo führte 	Kevin Kerslake Regie. Es verzeichnet auf YouTube über 22 Millionen Aufrufe (Stand: März 2024) und zeigt Cypress Hill auf Tour. Dabei sind sie in ihrem Tourbus auf der Autobahn, während Konzerten auf der Bühne und Backstage mit Fans sowie anderen Musikern zu sehen. Während der Strophen laufen die Rapper auch durch ein Waldgebiet, wobei sie den Song rappen. Am Ende verlässt die Band ein Hotel und die Crew baut die Bühne zusammen. Die Szenen im Tourbus und Backstage sind größtenteils schwarz-weiß gehalten.

## Single

### Covergestaltung
Das Singlecover zeigt eine Alkoholflasche mit schwarzem Etikett und den weißen Schriftzügen Soul Assassins, Cypress Hill, Tequila Sunrise, 120 Proof, 60% Alcohol, Product of Los Angeles und 750 ml sowie einem Totenkopf. Der Hintergrund ist grün gehalten.

### Titellisten
| Single 1. Tequila Sunrise (Radio Edit) – 3:56 2. Tequila Sunrise (Remix Radio Edit) – feat. Fat Joe – 3:15 Maxi 1 1. Tequila Sunrise (Radio Edit) – 3:57 2. Tequila Sunrise (LP Version) – feat. B Smooth – 4:19 3. Tequila Sunrise (Remix Radio Edit) – feat. Fat Joe – 3:15 4. Tequila Sunrise (Spanish Version) – 3:57 | Maxi 2 1. Tequila Sunrise (Radio Edit) – 3:56 2. Tequila Sunrise (Remix Radio Edit) – feat. Fat Joe – 3:15 3. Champions (LP Version) – feat. PMD – 3:02 4. Tequila Sunrise (Spanish Version) – 3:57 Maxi 3 1. Tequila Sunrise (Radio Edit) – 3:56 2. Tequila Sunrise (Clean LP Version) – feat. B Smooth – 3:57 3. Tequila Sunrise (Remix Radio Edit) – feat. Fat Joe – 3:15 4. Tequila Sunrise (Spanish Version) – 3:57 5. Tequila Sunrise (LP Instrumental) – 4:20 6. Dr. Greenthumb (Radio Edit) – 3:08 7. Dr. Greenthumb (LP Version) – 3:07 |

### Chartplatzierungen
Tequila Sunrise stieg am 10. Oktober 1998 auf Platz 23 in die britischen Singlecharts ein und belegte in der folgenden Woche Rang 43, bevor es die Top 100 verließ. Zudem erreichte der Song Position 48 in der Schweiz und Platz acht in Norwegen.
| ChartsChartplatzierungen     | Höchstplatzierung | Wochen |
| ---------------------------- | ----------------- | ------ |
| Schweiz (IFPI)               | 48 (1 Wo.)        | 1      |
| Vereinigtes Königreich (OCC) | 23 (2 Wo.)        | 2      |